# Long View (Caroline du Nord)
Pour les articles homonymes, voir Longview.
Long View est une ville américaine située dans les comtés de Catawba et de Burke dans l'État de Caroline du Nord. En 2010, sa population était de 4 871 habitants.

## Démographie
| 1910 | 1920 | 1930  | 1940  | 1950  | 1960  |
| ---- | ---- | ----- | ----- | ----- | ----- |
| 243  | 755  | 1 262 | 1 489 | 2 291 | 2 997 |

| 1970  | 1980  | 1990  | 2000  | 2010  | - |
| ----- | ----- | ----- | ----- | ----- | - |
| 3 360 | 3 587 | 3 229 | 4 722 | 4 871 | - |

## Source de la traduction
- (en) Cet article est partiellement ou en totalité issu de l’article de Wikipédia en anglais intitulé « Long View, North Carolina » (voir la liste des auteurs).